# Suez Steel

Suez Steel Company, Суецька металугійна компанія (араб. شركة السويس للصلب) — єгипетська компанія чорної металургії зі штаб-квартирою в Каїрі.
Заснована у 1997 році у зв'язку з будівництвом Суецького металургійного заводу, що у 2010-х роках став одним з найбільших підприємств чорної металургії Єгипту. 
Станом на вересень 2006 року близько 80 % акцій компанії володів Банк Каїру, який тоді виставив їх на продаж. [джерело?] Того ж 2006-го головним акціонером Suez Steel став ліванський бізнесмен Рафік Дау, який у 2008-му підпорядкував її холдинговій компанії Red Sea Steel (наразі відома як Solb Misr).